# Polygone de Willis
Pour les articles homonymes, voir Polygone et Willis.
Le Cercle de Willis ou antérieurement appelé polygone de Willis est un système d'anastomoses artérielles situé à la base du cerveau, permettant l'apport de sang pour le fonctionnement de ce dernier.  Cette structure est présente chez tous les vertébrés.
Le polygone de Willis est constitué de : 
- les deux artères carotides internes [E] (droite et gauche),
  - d'où sont issues les deux artères cérébrales antérieures [B] et [D] (droite et gauche);
  - ces dernières sont jointes par l'artère communicante antérieure [C].
  - (la continuité des artères carotides internes forme les artères cérébrales moyennes ou artères sylviennes [A])
- Le tronc basilaire [G] (issu de la fusion des deux artères vertébrales) :
  - d'où naissent deux artères cérébrales postérieures [J] (droite et gauche)
  - et d'où naissent également deux artères communicantes postérieures [F] (droite et gauche) qui servent à relier les artères cérébrales postérieures aux artères carotides internes.

En résumé, le cercle de Willis est formé des artères cérébrales antérieures, moyennes et postérieures, ainsi que des deux paires d’artères communicantes (antérieure et postérieure).
Le polygone de Willis est un système de suppléance vasculaire, permettant au cerveau de recevoir du sang nutritif même si une des artères du cou est lésée ou bouchée. En effet, les anastomoses entre les artères arrivant au cerveau permettent de compenser, dans une certaine limite, l'insuffisance d'une artère. Le cerveau reçoit la plus grande partie de ses ressources en oxygène et nutriments de ce polygone. Les collatérales issues de ce polygone sont terminales, donc au-delà de cette structure anastomotique, il n'y a plus de suppléance vasculaire possible.

## Galerie

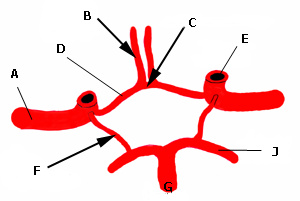
Polygone de Willis du cerveau humain.
Polygone de Willis.
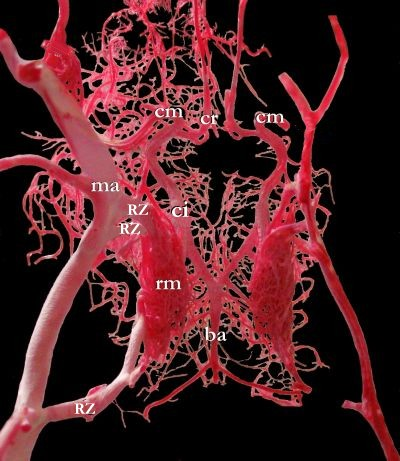
Polygone de Willis chez le mouton.
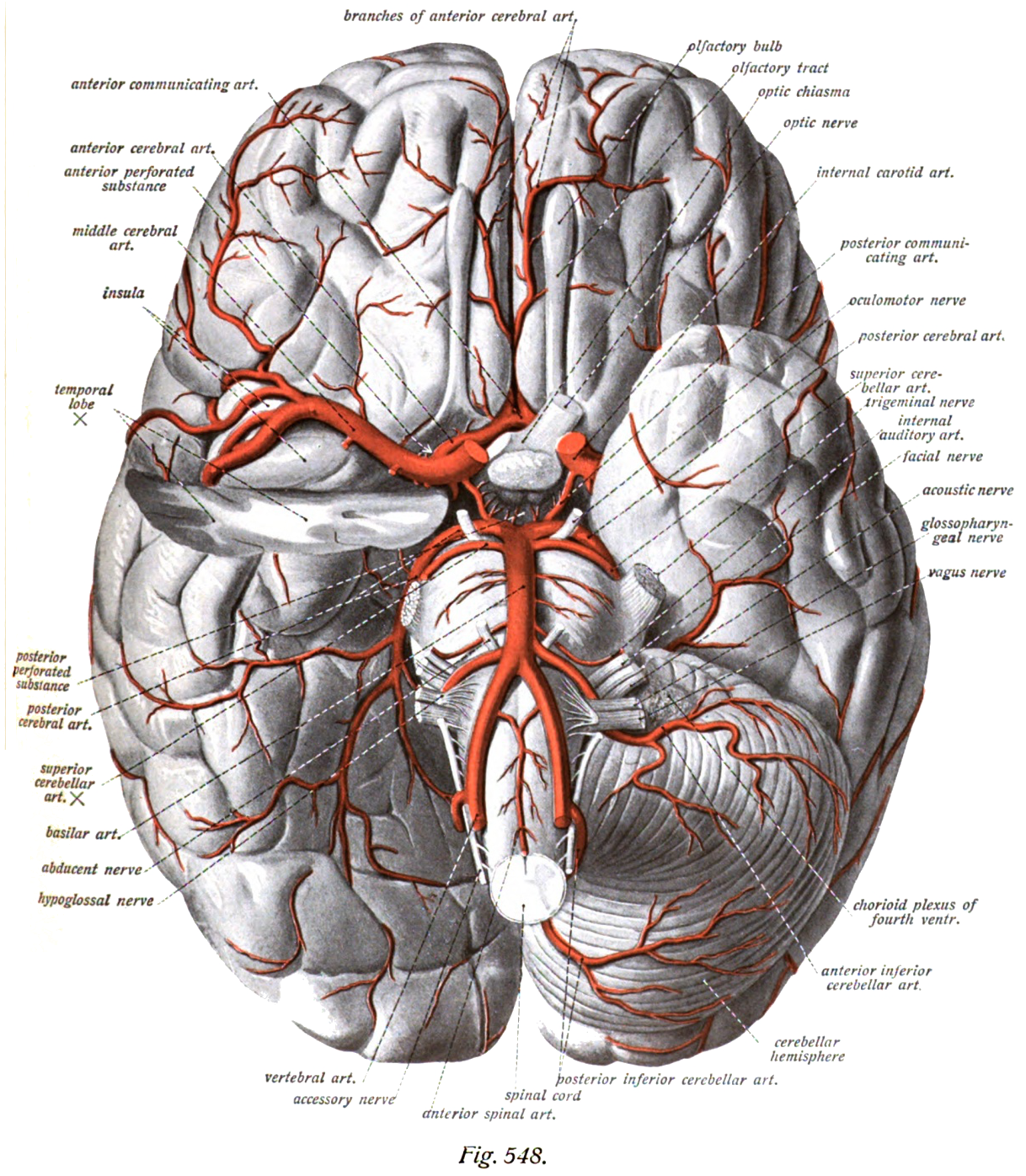
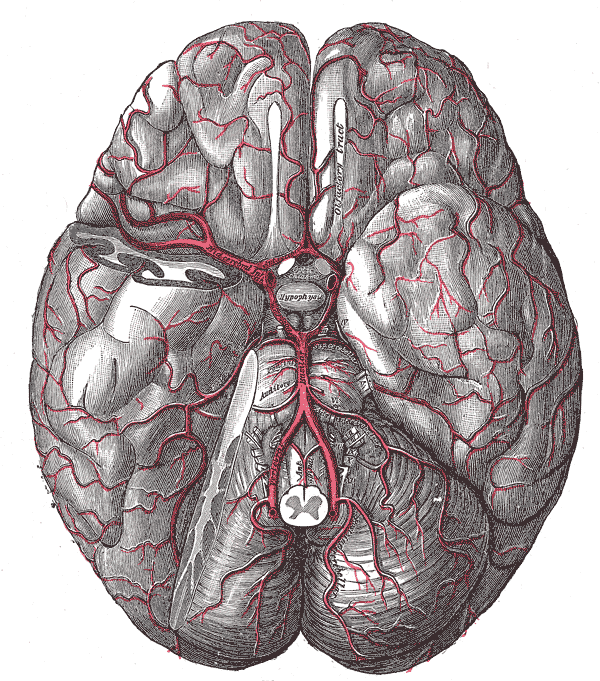
Polygone de Willis chez l'Homme.